# Hluboké Mašůvky
Hluboké Mašůvky (německy Tief Maispitz) jsou obec v okrese Znojmo v Jihomoravském kraji. Leží osm kilometrů severně od Znojma. Žije zde 842 obyvatel. Jedná se o poutní místo.

## Název
Podoba Mašůvky je zdrobnělina staršího Mašovice. Původně to bylo pojmenování obyvatel vsi Mašovici, které bylo odvozeno od osobního jména Maš(a) (což byla domácká podoba některého jména začínajícího na Ma-, např. Malomir, Malobud, Marek, Martin) a znamenalo „Mašovi lidé“. Přívlastek Hluboké (německy Tief), doložený od 15. století, byl přidán podle polohy v údolí potoka na odlišení od blízkých Mašovic. Německé Maispitz vzniklo z českého Mašovice.

## Historie
První písemná zmínka o obci pochází z roku 1220. Na návrší za obcí je významné archeologické naleziště z období neolitu – kultury s moravskou malovanou keramikou, místo nálezu unikátní ženské plastiky (tzv. hlubokomašůvecká venuše). Od roku 1319 byla součástí statku hradu Bukovina u Hostimi. V jejich držbě se střídala převážně drobná šlechta a také církevní vrchnosti. Kolem roku 1600 připadly panství v blízkých Jevišovicích a náležely tam až do zrušení patrimoniální správy v 19. století. Od 17. století je to významné poutní místo jižní Moravy.

### Poutní místo
Poutní kostel Navštívení Panny Marie byl původně kamennou kaplí, vystavěnou po roce 1680 polním maršálem Janem Ludvíkem Raduitem de Souches (majitelem Jevišovického panství) u vodního pramene, známého již rokem 1618. V kostele je uctívána milostná soška – kopie sošky Panny Marie de Foy (též Foi), zvané podle belgického poutního místa u Dinantu. Sošku získal zakladatel nové, kamenné kaple na svých válečných taženích za třicetileté války.
První písemně doložené uzdravení je z doby před třicetiletou válkou (1618-1648). Uzdravil se tu muž jménem Krukensteinhauser z Kroměříže, který v Hlubokých Mašůvkách pobýval čtyři týdny. Poté se na radu místních napil z pramene a uzdravil se. Poté se díky vodě z pramene uzdravil i jeho nevlastní syn Ulrich (Ondřej) Bruner. Pak oba z vděčnosti upravili přístup k prameni. V té době již stála na kopci nad pramenem dřevěná kaple Panny Marie Pasovské (nahrazená po roce 1680 kamennou). Po prvních uzdraveních rostla popularita tohoto místa a stalo se poutním. Pověst vypráví o chromém, který po svém uzdravení nechal po cestě z Přímětic do Hlubokých Mašůvek postavit sedm kapliček s vyobrazením sedmi radostí Panny Marie. Všechny jsou pod názvem Devět poklon vedeny jako kulturní památka.
U kaple postavené za maršála J. L. Raduita hraběte de Souches poté vznikly malé lázně (v provozu až do roku 1866). V 19. století sem přicházelo na hlavní pouť (Navštívení Panny Marie, 31. května) až 80 procesí, ale poutě se konaly i na svatou Annu (26. července) a na svátek Jména Panny Marie (12. září). Chodila sem procesí i z Rakouska.
Toto poutní místo dodnes patří k nejživějším na jižní Moravě a je nejvýznamnějším poutním místem v Brněnské diecézi.[zdroj?] V roce 1947 byl kostel opraven a v roce 1948 byl položen základní kámen přístavby. Kapli rozšířil na kostel místní farář P. Josef Parma v letech 1948–1950 podle projektu Theobalda Krátkého. V roce 1953 bylo dokončeno budování areálu. Povolení k tomu se Parmovi podařilo získat díky známosti s komunistickým předsedou vlády a pozdějším (1948–1953) prezidentem Klementem Gottwaldem, který byl jeho bývalým spolužákem. V údolí za kostelem vznikla Lurdská jeskyně s oltářem a prostranstvím pro sloužení bohoslužeb.

## Obyvatelstvo
| Rok            | 1869 | 1880 | 1890 | 1900 | 1910 | 1921 | 1930 | 1950 | 1961 | 1970 | 1980 | 1991 | 2001 | 2011 | 2021 |
| -------------- | ---- | ---- | ---- | ---- | ---- | ---- | ---- | ---- | ---- | ---- | ---- | ---- | ---- | ---- | ---- |
| Počet obyvatel | 518  | 568  | 589  | 628  | 692  | 695  | 736  | 734  | 778  | 795  | 738  | 700  | 703  | 789  | 836  |
| Počet domů     | 99   | 107  | 118  | 124  | 143  | 145  | 178  | 214  | 211  | 226  | 224  | 261  | 275  | 326  | 355  |

## Obecní symboly
Znak a vlajka byly obci uděleny rozhodnutím předsedy Poslanecké sněmovny Parlamentu České republiky dne 8. června 2004.

## Pamětihodnosti
- Poutní kostel Navštívení Panny Marie
- Lurdská jeskyně pod kostelem
- Kaple svaté Anny před kostelem
- Kaple Panny Marie Pomocné u pramene
- Výklenková kaplička - devět poklon
- Křížová cesta a Kalvárie ve svahu nad vsí
- Obrázky poutních míst Čech, Moravy, Slovenska a Rakouska v lesní cestě k soše Panny Marie Lasalettské
- Cesta Panny Marie Sedmiradostné (sedm kaplí)
- Barokní sochy svatého Jana Nepomuckého a svatého Iva (původně snad svatého Jana Sarkandra)
- Sochy českých patronů před kostelem z roku 1953.
- Smírčí kámen
- Hradiště Královec, archeologické naleziště
- Hradiště Nivy, archeologické naleziště
- Vodní mlýn č.p. 43, zanikl
- Fara
- Budova staré školy
- Sedm soch českých světců od znojemského sochaře Fischera
- Pomník padlých

## Osobnosti
- Antonín František Stehlík (1921–1989), malíř